# Dyschoriste miskatensis
Dyschoriste miskatensis är en akantusväxtart som beskrevs av Mats Thulin. Dyschoriste miskatensis ingår i släktet Dyschoriste och familjen akantusväxter. Inga underarter finns listade i Catalogue of Life.